# Orde van het Terras

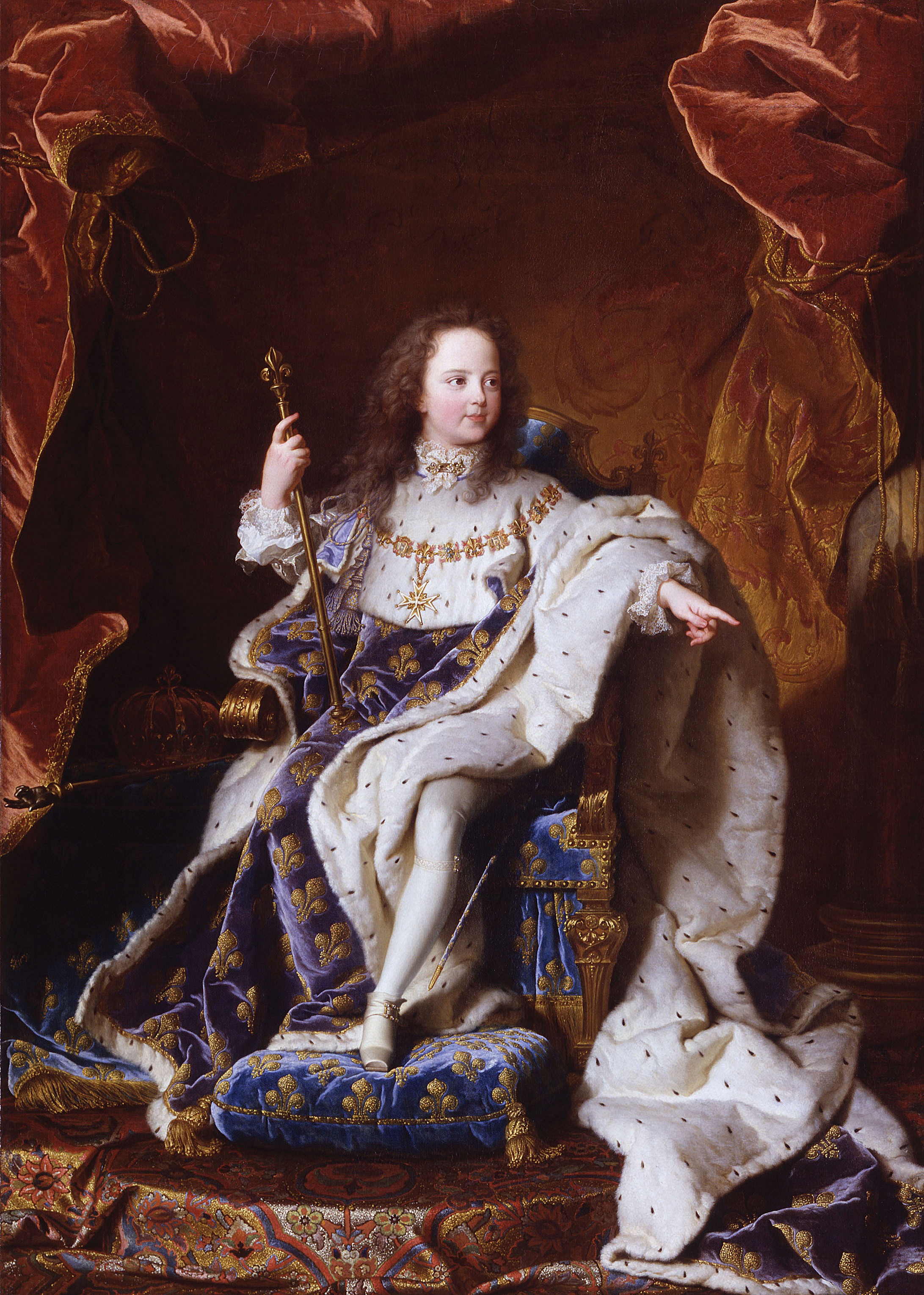
Lodewijk XV in kroningsgewaad in 1715 door Hyacinthe Rigaud

De Orde van het Terras was een in 1716 door de toen zesjarige Lodewijk XV gestichte ridderorde die voor de jonge edellieden in zijn omgeving bedoeld was. De jongen beloofde een van zijn speelkameraden dat hij hem ridder in de Orde van de Heilige Geest zou maken en hield woord door deze onderscheiding, zij het meer dan veertig jaar later, ook toe te kennen. Misschien diende een orde voor de jongelui in zijn omgeving als onschuldig oefenmateriaal voor de jonge koning. In 1723 werd de orde opgeheven en vervangen door de Orde van het Vaandel (Frans: "Ordre du Pavillon").
Deze merkwaardige ridderorde, men zou ook van een vriendenclub kunnen spreken, is opgenomen in de lijst van historische orden van Frankrijk.